# Rıza Kayaalp
Rıza Kayaalp (n. 10 octombrie 1989, Yozgat, Turcia) este un luptător ce a reprezentat Turcia, medaliat olimpic. A participat la 4 ediții ale Jocurilor Olimpice (2008, 2012, 2016, 2020) în care a câștigat o medalie de bronz.